# قطعنامه ۱۴۱۸ شورای امنیت
قطعنامه ۱۴۱۸ شورای امنیت سازمان ملل متحد که در تاریخ ۲۱ ژوئن ۲۰۰۲ تصویب شد، سندی بین‌المللی دربارهٔ بررسی وضعیت در بوسنی و هرزگوین است. این قطعنامه طی نشست ۴۵۵۸ام با ۱۵ رای موافق، ۰ مخالف و ۰ ممتنع تصویب شد.